# Escut de Sant Joan Despí
L'escut oficial de Sant Joan Despí té el següent blasonament:
Escut caironat: d'or, un pi arrencat de sinople amb un anyell pasqual d'argent (portant la banderola de gules carregada d'una creu plena d'argent, amb l'asta creuada d'argent) reguardant travessat al tronc. Per timbre una corona mural de poble.

## Història
Va ser aprovat el 10 d'abril de 1984 i publicat al DOGC el 8 de juny del mateix any amb el número 441.
L'anyell pasqual és l'atribut de sant Joan Baptista, patró de la població, que es va desenvolupar al voltant de l'antiga capella de Sant Joan (esmentada ja l'any 1002), la qual fou construïda vora un gran pi, que és el que donà nom a la localitat (Sant Joan del Pi). El pi, doncs, és el senyal parlant tradicional, ja esmentat per primera vegada en una descripció de l'escut de 1789, el qual no representava encara l'anyell pasqual. A la porta de l'església, a més, hi havia una imatge de l'escut amb sant Joan i un pi a banda i banda.